# 시후향

시후 향의 위치

시후향(한국어: 서호향, 중국어: 西湖鄉, 병음: Xīhú Xiāng)은 중화민국 먀오리 현의 향이다. 넓이는 41.0758km2이고, 인구는 2015년 8월 기준으로 7,486명이다.

## 지리
먀오리 현의 서부에 위치하고 동쪽으로 먀오리 시, 북쪽으로 허우룽 진, 서쪽으로 퉁샤오 진, 남쪽으로 퉁뤄 향과 접한다.

## 교통
- 국도 3호선